# Symplecta diadexia
Symplecta diadexia är en tvåvingeart som först beskrevs av Alexander 1966.  Symplecta diadexia ingår i släktet Symplecta och familjen småharkrankar. Inga underarter finns listade i Catalogue of Life.